# Антський союз
Антський союз — політичне і військово-племінне слов'янське об'єднання, що існувало від IV — до початку VII ст. (602 р.).
Утворений після розпаду держави гунів (370—469 рр.), до складу якої входили слов'янські племена й сармати. До складу Антського союзу племен входило шість племінних груп. Вони відомі з давньоруських літописів та з творів Костянтина Багрянородного, та пізніше виділялись дослідниками як особлива південно-західна група «племен»: уличі, тиверці, поляни, древляни та сіверяни.
Розпався антський союз внаслідок навали аварів. Основна маса антського населення розселилась на північ Чорного моря, Київщину, Чернігівщину, і Полісся. Племінний поділ як основа антського державного утворення вплинула на племінний поділ слов'янського населення VIII—IX ст., які стали основою для формування українського народу, також анти вплинули на формування болгар та румунів.

## Згадки в наукових джерелах
За Йорданом, анти жили між Дністром і Дніпром. За Прокопієм, їх оселі сягали на сході Азовського моря, а на заході — долини Дунаю. Це, можливо, свідчить про те, що різні очевидці по різному вказували на кордони Антського союзу (Френсіс Дворнік). На період існування антського союзу припадає початок розбудови і активного використання для оборони «Змієвих валів». У VII ст., коли припинив існувати антський союз, змієві вали перестали розбудовуватись.
У X ст. арабський історик Абдул Хасан Масуді двічі повторює, що анти мали свою державу, «з прадавніх часів»: від кінця IV ст. до початку VII ст. н. е.. В. Ключевський вважає, що існував великий військовий союз чи федерація антських князів під проводом короля дулібів. Цю думку поділяв інший російський історик — Б. Греков. Чеський історик Френсіс Дворнік вважає, що держава антів сягала аж до Сілезії. Професор П. Третьяков писав, що анти й «роси» — це дві назви одного народу, який утворив Київську Русь.
Археологічним еквівалентом антів вважається людність, яка створила Пеньківську археологічну культуру. Відомі археологічні знахідки антів, серед яких знайдені золоті та срібні скарби (Перешепине, Підгороддя, б. Крилоса; городища «роменського типу» в с. Ромен на Чернігівщині та ін.). Переважно серед антських пам'яток в Україні — це прикраси до одягу й кінської збруї із срібла, бронзи й білого металевого стопу; найбільше серед бронзових прикрас знайдено фібули з виїмчастим емалем, центр виробництва яких був в місті Києві (Вернер Й., 1950 р.).

## Лідери антів
- Бож (?—375) — антський правитель, вбитий готами[4];
- Ідарізій (2-а пол. VI ст.) — вождь антів, згадується у зв'язку з боротьбою проти аварів.
- Келагаст (?—бл. 550) — син Ідарзія, разом з братом, Мезамиром був послом до аварів.
- Межемир (?—бл. 550) — син Ідарзія, «дипломат» антів, убитий аварами,
- Мусокій (2-а пол. VI ст.) — невдало воював проти Візантії разом з Ардагастом.
- Ардагаст (2-а пол. VI ст. — поч. VII ст.) — антський вождь, невдало воював з Візантією.
- Пирогост[4] (?—бл. 597) — вождь і воєначальник антів.

## Цікаві факти
- Цікаво що "Баварський географ" 9 століття, називає плем'я тиверців "аturezani" і "аttorozi", він відзначав феноменальне вільнолюбство "розгнузданість" тиверців, саме це відмічали автори що описували антів [10].